# جوانا ريس
جوانا ريس (بالإنجليزية: Joanna Rees)‏ هي مستثمرة رأسمالية ‏ أمريكية، ولدت في 14 نوفمبر 1961 في مونتكلير ‏ في الولايات المتحدة.